# ジェネラルスタッドブック
『ジェネラルスタッドブック』（General Stud-Book、サラブレッド血統書、略称GSB）とは、サラブレッドを定義付けている血統書である。1791年に初刊行。後のスタッドブック（血統書）、さらにはサラブレッドの方向性を定めたものとして大きな意味を持っている。イギリスのウェザビー社が4年ごとに出版しており、最新版は2022年刊行の第49巻である。
成立は18世紀後半に遡る。ジョッキークラブ事務局長のジェームズ・ウェザビーは、サラブレッドの体系的な血統書の発刊を目指し、甥で同名のジェームズ・ウェザビーに各牧場の私的な血統記録や、過去のレーシングカレンダーを集めさせ1791年にはそれまでの活躍馬の血統とそれらの簡単な成績、をまとめたジェネラルスタッドブック序巻を出版。2年後の1793年に、序巻の内容を補完したジェネラルスタッドブック第一巻を刊行した（この刊はその後も6度に亘って改訂され、1891年に最終改訂版が出版されている）。その後も、第2巻、第3巻と、以後のサラブレッドを収録しながら今日に至るまで刊行され続けている。
ジェネラルスタッドブックの意義としてはサラブレッドの基準を定めたと言うことがあげられるだろう。純血種（多少語弊があるが）としてのサラブレッドが定義づけられ、以後のサラブレッドの方向性に大きな影響を及ぼした。

## 各巻
- 序巻（1791年）輸入東洋種牡馬102頭、繁殖牝馬354頭（最近の馬が中心）
- 第1巻（1793年）輸入東洋種牡馬174頭、基礎繁殖牝馬739頭、その他1790年ごろまでの競走馬・種牡馬・繁殖牝馬を収録[1]
- 第2巻（1821年）サラブレッドという語句が初めて登場
- 第4巻（1836年）本書はサラブレッドの登録書である
- 第19巻（1901年）初めてサラブレッドの定義について言及（先祖8代あるいは9代に渡って純血馬が交配され、かつ1世紀前まで血統が証明でき、近親馬の競走成績が優れていること）
- 第21巻（1909年）ジャージー規則
- 第22巻（1913年）ジャージー規則の完成（先祖のすべて[2]が過去何れかの巻のGSBに記載されていなければならない）
- 第31巻（1949年）ジャージー規則撤廃（第19巻と同様）
- 第36巻（1969年）サラブレッドの定義を修正（1世紀前まで血統が証明できることを削除）
- 第45巻（2005年）